# Zarzita
Zarzita (arab. زرزيتا) – wieś w Syrii, w muhafazie Aleppo. W 2004 roku liczyła 1141 mieszkańców.